# Sigismundkolonnen
Sigismundkolonnen (polska: Kolumna Zygmunta) är ett minnesmärke på slottsplatsen i Warszawas historiska centrum. Det består av en kolonn av granit med en bronsstaty av kung Sigismund på toppen och restes år 1644.
Den 22 meter höga Sigismundkolonnen är ett av de äldsta sekulära minnesmärkena i norra Europa. Den restes mellan 1643 och 1644 på order av Sigismunds son och efterträdare på den polska tronen, kung Vladislav IV. Den ritades av de italienska arkitekterna Constantino Tencalla och Agostino Locci med inspiration från pelarna framför Santa Maria Maggiore och Fokaskolonnen i Rom och utfördes i röd marmor från Chęciny. Den 2,75 meter höga bronsskulpturen av Sigismund, i rustning med en krona på huvudet och en sabel i höger hand och ett kors i den vänstra, skapades av skulptören Clemente Molli från Bologna.

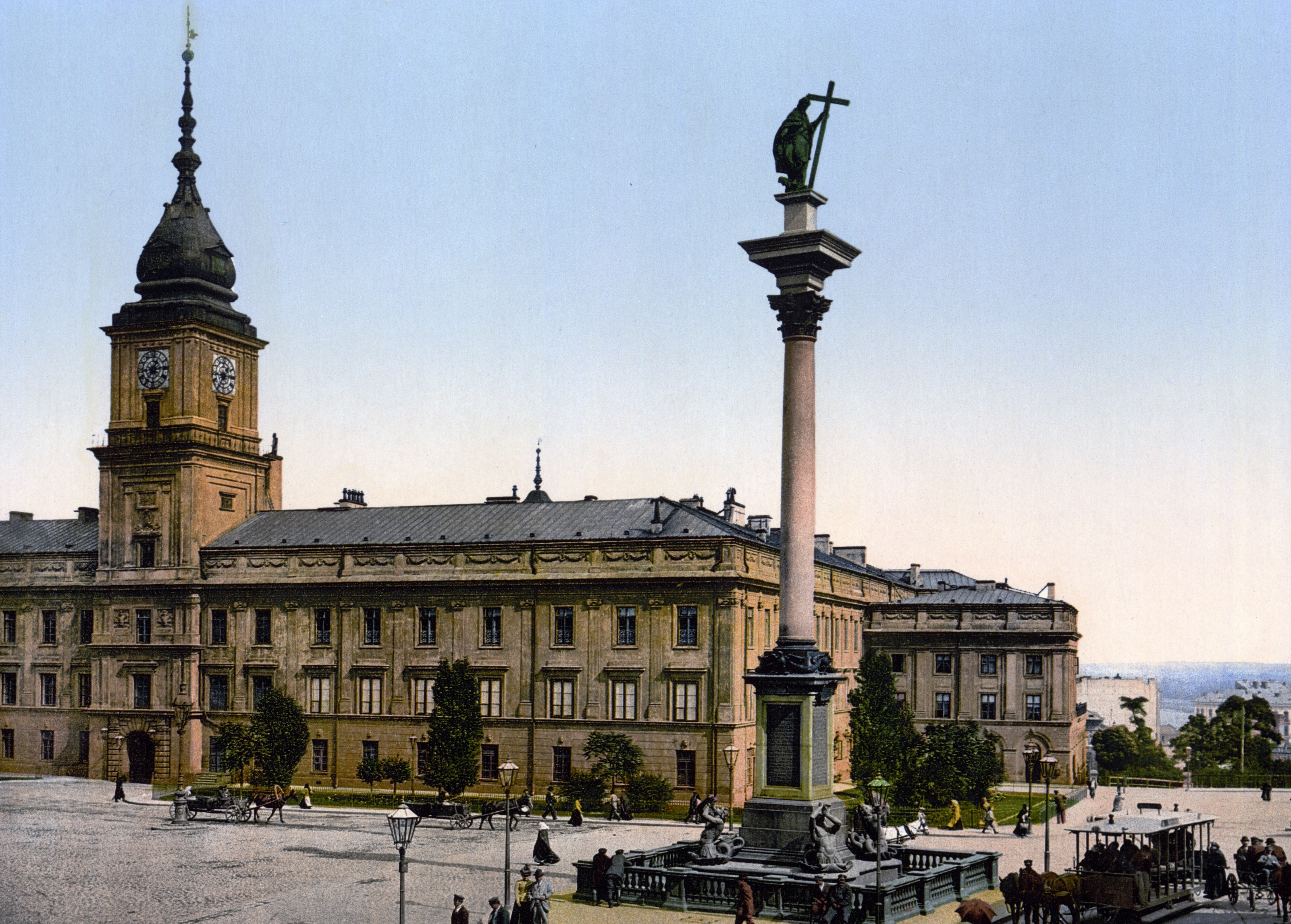
Warszawas slott och Sigismundkolonnen, ca 1900.

Minnesmärket har byggts om och renoverats flera gånger. År 1854 byggdes en fontän runt kolonnen med fyra tritoner och 1887 byttes marmorpelaren ut mot en granitpelare. Omkring år 1930 fick monumentet sitt nuvarande utseende.  

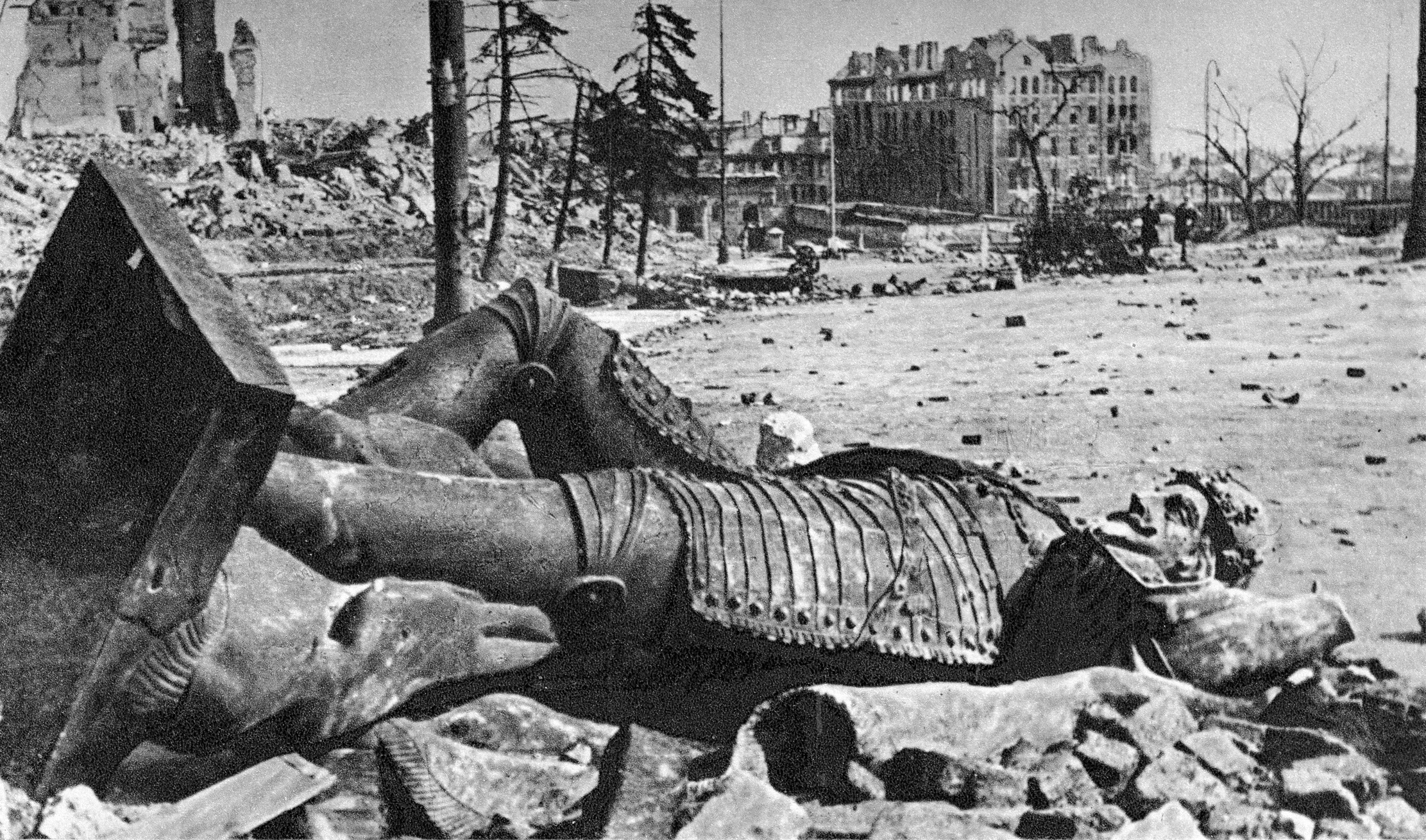
Sigismundstatyn efter Warszawaupproret.

Den 1 september 1944, i samband med Warszawaupproret, skadades minnesmärket av skott från en tysk stridsvagn och bronsstatyn föll till marken. Statyn reparerades efter kriget och år 1949 placerades den på sin gamla plats, men nu på en ny kolonn av granit från ett stenbrott i närheten av Strzegom.